# Équipe de république démocratique du Congo féminine de handball
Ne doit pas être confondu avec Équipe du Congo féminine de handball.
L'équipe de république démocratique du Congo féminine de handball est la sélection nationale représentant la république démocratique du Congo dans les compétitions internationales féminines de handball.

## Palmarès
Jeux africains
- Médaille d'argent : 2024
- Médaille de bronze : 2019

Championnats d'Afrique
- Médaille d'argent : 2014
- Médaille de bronze : 2012 et  2018

## Parcours détaillé
| Championnats d'Afrique - 1974 à 1991 : non qualifiée - 1992 : 8e - 1994 à 2000 : non qualifiée - 2002 : 8e - 2004 : 7e - 2006 : 6e - 2008 : 5e - 2010 : 8e - 2012 : Médaille de bronze - 2014 : Médaille d'argent - 2016 : 8e - 2018 : Médaille de bronze - 2021 : 6e - 2022 : 6e - 2024 : 5e | Championnats du monde - 1975 à 2011 : non qualifiée - 2013 : 20e - 2015 : 24e - 2017 : non qualifiée - 2019 : 20e - 2021 à 2025 : non qualifiée Jeux africains - 1978 à 1999 : non qualifiée - 2003 : 7e - 2007 : non qualifiée - 2011 : 6e - 2015 : 7e - 2019 : Médaille de bronze - 2024 : Médaille d'argent |

## Personnalités liées à la sélection
Parmi les joueuses célèbres, on trouve :
- Mélissa Agathe
- Carine Babina
- Apopie Lusamba
- Clémence Matutu
- Christianne Mwasesa, meilleure buteuse et arrière gauche de la CAN 2012
- Roseline Ngo Leyi
- Simone Thiero

Parmi les sélectionneurs, on trouve :
- Célestin Mpoua : de 2013 à 2020